# Ju Jin-mo (Schauspieler, 1974)
Ju Jin-mo (* 11. August 1974 in Seoul) ist ein südkoreanischer Schauspieler.

## Filmografie

### Filme
- 1999: Dance Dance (댄스 댄스)
- 1999: Happy End (해피엔드)
- 1999: Seulpeun Yuhok (슬픈 유혹, Fernsehfilm, KBS2)
- 2000: Real Fiction (실제 상황 Silje Sanghwan)
- 2001: Musa – Der Krieger (무사)
- 2001: Wanee & Junah (와니와 준하 Wani-wa Junha)
- 2004: Liar (라이어)
- 2006: Puzzle – Lasst das Spiel beginnen (두뇌유희 프로젝트, 퍼즐 Dunoeyuhui Perojekteu, Peojeul)
- 2006: 200 Pounds Beauty (미녀는 괴로워)
- 2007: A Love (사랑 Sarang)
- 2008: Blood & Flowers – Der Wächter des Königs (쌍화점 Ssanghwajeom)
- 2010: A Better Tomorrow 2K12 (무적자 Mujeokja)
- 2012: Gabi (가비)
- 2013: Friend 2 (친구  2)

### Fernsehserien
- 2000: Look Back in Anger (성난 얼굴로 돌아보라 Seongnan Eolgullo Dorabora, KBS2)
- 2003: Punch (SBS)
- 2005: Fashion 70’s (패션 70s, SBS)
- 2006: Queen of the Game (SBS)
- 2006: Bichunmoo (Guangdong Television)
- 2009: Dream (드림, SBS)
- 2013: Flowers in Fog (chinesisch 花非花雾非雾, Hunan TV)
- 2013: Empress Ki (기황후, MBC)